# 溴苯腈
溴苯腈是一种含氮有机溴化合物，分子式HOBr2C6H2CN，常温常压下为白色固体，属于芳香腈类除草剂，能抑制光合作用。